# Власов, Олег Сергеевич
Оле́г Серге́евич Вла́сов (10 декабря 1984, Приладожский, Ленинградская область) — российский футболист, полузащитник.

## Биография

### Игровая карьера
Первый тренер — Сергей Власов, отец игрока, выпускник института имени Лесгафта. С 8 лет — в школе «Смена». Через два года ушёл в колпинский «Ижорец», ещё через два года вернулся в «Смену», затем перешёл в «Кировец», потом выступал за областную команду, учился в техникуме. Начинал карьеру в 2001 году в любительском клубе «Пикалёво», выступал за раменский «Сатурн», куда перешёл из петербургского «Зенита» летом 2006 года. В 2008 году был на просмотре в футбольном клубе «Ростов», но в итоге клубы не сошлись в цене трансфера игрока. 25 июля 2008 года был дозаявлен «Тереком».
29 ноября 2014 года в составе «Мордовии» забил единственный мяч в игре против своего бывшего клуба «Зенита», которая окончилась сенсационной домашней победой саранчан над будущим чемпионом страны 1:0.
17 июня 2016 года подписал однолетний контракт с тульским «Арсеналом». В сезоне 2017/18 выступал за петербургское «Динамо». 2 июля 2018 появилась информация о переходе Власова в краснодарский «Урожай», но не проведя за команду ни одного матча, 31 августа подписал контракт с другим новообразованным клубом ПФЛ «Ленинградцем». В 11 играх забил один гол; по окончании сезона контракт не был продлён.
В апреле 2020 принял решение о завершении карьеры, но не исключил, что может её возобновить.
В июле 2020 года был на просмотре в клубе «Динамо СПб», принял участие в одной тренировке, но не стал игроком команды.

### Тренерская карьера
26 ноября 2020 года стал селекционером Академии «Зенита».

## Достижения
«Зенит»
- Серебряный призёр чемпионата России: 2003
- Обладатель Кубка российской премьер-лиги: 2003

«Ленинградец»
- Победитель Зимнего турнира МРО «Северо-Запад» на призы Полномочного представителя Президента России в СЗФО: 2019

## Статистика клубная
| Клуб              | Сезон             | Лига | Лига | Кубки | Кубки | Еврокубки | Еврокубки | Итого | Итого |
| Клуб              | Сезон             | Игры | Голы | Игры  | Голы  | Игры      | Голы      | Игры  | Голы  |
| ----------------- | ----------------- | ---- | ---- | ----- | ----- | --------- | --------- | ----- | ----- |
| Зенит (СПб)       | 2003              | 13   | 2    | 3     | 1     | -         | -         | 16    | 3     |
| Зенит (СПб)       | 2004              | 18   | 1    | 1     | 0     | 3         | 0         | 22    | 1     |
| Зенит (СПб)       | 2005              | 13   | 0    | 5     | 1     | 5         | 0         | 23    | 1     |
| Зенит (СПб)       | 2006              | 7    | 1    | 1     | 1     | 1         | 0         | 9     | 2     |
| Всего за «Зенит»  | Всего за «Зенит»  | 51   | 4    | 10    | 3     | 9         | 0         | 70    | 7     |
| Сатурн            | 2006              | 3    | 0    | 0     | 0     | -         | -         | 3     | 0     |
| Сатурн            | 2007              | 8    | 0    | 1     | 1     | -         | -         | 9     | 1     |
| Всего за «Сатурн» | Всего за «Сатурн» | 11   | 0    | 1     | 1     | 0         | 0         | 12    | 1     |
| Терек             | 2008              | 15   | 0    | 2     | 0     | -         | -         | 17    | 0     |
| Терек             | 2009              | 16   | 0    | 0     | 0     | -         | -         | 16    | 0     |
| Терек             | 2010              | 0    | 0    | 0     | 0     | -         | -         | 0     | 0     |
| Терек             | 2011/12           | 25   | 1    | 3     | 0     | -         | -         | 28    | 1     |
| Терек             | 2012/13           | 2    | 0    | 0     | 0     | -         | -         | 2     | 0     |
| Всего за «Терек»  | Всего за «Терек»  | 58   | 1    | 5     | 0     | 0         | 0         | 63    | 1     |
| Всего за карьеру  | Всего за карьеру  | 120  | 5    | 16    | 4     | 9         | 0         | 145   | 9     |